# Антимакиавели
Антимакиавели е едно от ранните произведения на Фридрих II. Издадено е през 1740 г., малко след възкачването на Фридрих на престола на Прусия.
Произведението има програмен характер и се противопоставя остро на прочутия идеолог на макиавелизма, Николо Макиавели. Фридрих II патетично оборва тезите на Макиавели за необходимите качества и достойнства за управление, изложени във Владетелят. На тях той противопоставя представата за владетел, надарен с добродетели - типичният за Просвещението идеализиран образ на абсолютният монарх.
По-късно, въз основа на опита си като владетел, Фридрих в своето „политическо завещание“ (1752 г.) косвено и частично признава правотата на Макиавели.